# Онлайн-страхування
Онлайн-страхування — це укладання страхового поліса безпосередньо через Інтернет-сайт страхової компанії або страхового посередника, який включає в себе вибір страхового продукту, розрахунок тарифу і страхової суми, підписання поліса, оплату, організацію огляду об'єкта страхування та доставки паперової версії поліса (якщо цього вимагають умови страхування).
На жаль, в Україні не врегульоване законодавство стосовно використання електронного підпису. Тому за допомогою мережі Інтернет можливі всі етапи укладання, окрім підпису онлайн.

## Різновиди онлайн-страхування
Залежно від цілей, набору страхових продуктів і технологічної реалізації процесу онлайн-страхування, страхові компанії України і посередники можуть пропонувати:
- Порівняльний розрахунок по одному чи різним страховим пропозиціям з можливістю тільки онлайн-заявки на телефонний зв'язок з продавцем для обговорення розрахованного варіанта;
- Порівняльний розрахунок по одному чи різним страховим пропозиціям з можливістю онлайн-заявки з повним чи частковим заповненням необхідної для укладання поліса інформації та оплати банківською платіжною карткою;
- Порівняльний розрахунок по одному чи різним страховим пропозиціям з можливістю онлайн-заявки з повним чи частковим заповненням необхідної для укладання поліса інформації, оплати банківською платіжною карткою і організації зустрічі з штатним співробітником або агентом тієї чи іншої страхової компанії;
- Порівняльний розрахунок по одному чи різним страховим пропозиціям з можливістю онлайн-заявки з повним чи частковим заповненням необхідної для укладання поліса інформації, оплати банківською платіжною карткою і організації зустрічі з штатним співробітником або агентом тієї чи іншої страхової компанії для огляду майна, якщо такий вимагається, і з доставкою поліса безпосередньо страхувальнику.

На відміну від страхових компаній страхові посередники мають можливість пропонувати порівняльний розрахунок по одній чи декільком страховим пропозиціям від різних страхових компаній, завдяки чому пропозиція стає більш гнучкою.
Як правило, більшість з існуючих нині систем онлайн-страхування забезпечує лише перший варіант і вимагає зустрічі клієнта з агентом чи співробітником тієї чи іншої страхової компанії чи страхового посередника для огляду майна, підписання договору і оплати. Інші способи страхування зустрічаються рідше, до того ж це, як правило, пропозиції продуктів однієї страхової компанії. Мультіпропозиції з можливістю замовлення, оплати і доставки технологічно поки що організовують одиниці.

## Принципи роботи онлайн-страхування
Зазвичай для того, щоб оформити поліс через Інтернет, необхідно зробити 5 кроків. Для полегшення вибору часто використовують так званий «страховий калькулятор». Порядок процедури при замовленні наступний:
1. вибрати страховий продукт однієї компанії або декількох (для порівняння);
2. розрахувати тариф, страхову суму (покриття), а також вартість додаткових послуг (асистансу);
3. по найкращій пропозиції оформити замовлення, заповнивши необхідні для цього форми необхідними даними;
4. оплатити страховку за допомогою електронного платежу (банківською карткою, електронними грошима) або іншими доступними способами;
5. зустрітися зі штатним співробітником чи агентом для огляду майна, якщо це необхідно, або отримати страховий поліс способом доставки, який пропонується (кур'єром, поштою).

## Переваги онлайн-страхування
- Спрощення процесу страхування за допомогою наочного і інтуїтивно зрозумілого способу порівняння, вибору страхової компанії і страхових продуктів;
- Скорочення витрат часу і сил страхувальника завдяки можливості замовлення не виходячи з будинку або офісу;
- Автоматизація розрахунку страхової суми і тарифів за допомогою страхового калькулятора;
- Простота та універсальність способів оплати (банківський переказ, платіжні картки, електронні гроші, готівковий розрахунок);
- Мінімізація «людського» чинника: відсутність у більшості випадків необхідності зустрічі і спілкування з представниками страхової компанії.

На сучасному етапі, також, досить поширене онлайн-оформлення послуг асистансу.